# 卡洛曼二世 (西法兰克)
卡洛曼二世（866年12月6日—884年12月12日），是西法兰克王国加洛林王朝国王路易二世与王后勃艮第的安斯加尔德的幼子，879年其父王死后与兄路易三世同时即位为西法兰克国王（常等同于法国国王），二王共治。同時也是 阿基坦国王（称卡洛曼四世）和普罗旺斯（下勃艮第）国王（称卡洛曼二世），882年其兄死后成为西法兰克唯一的国王，直到去世。

## 生平

### 早年与共治

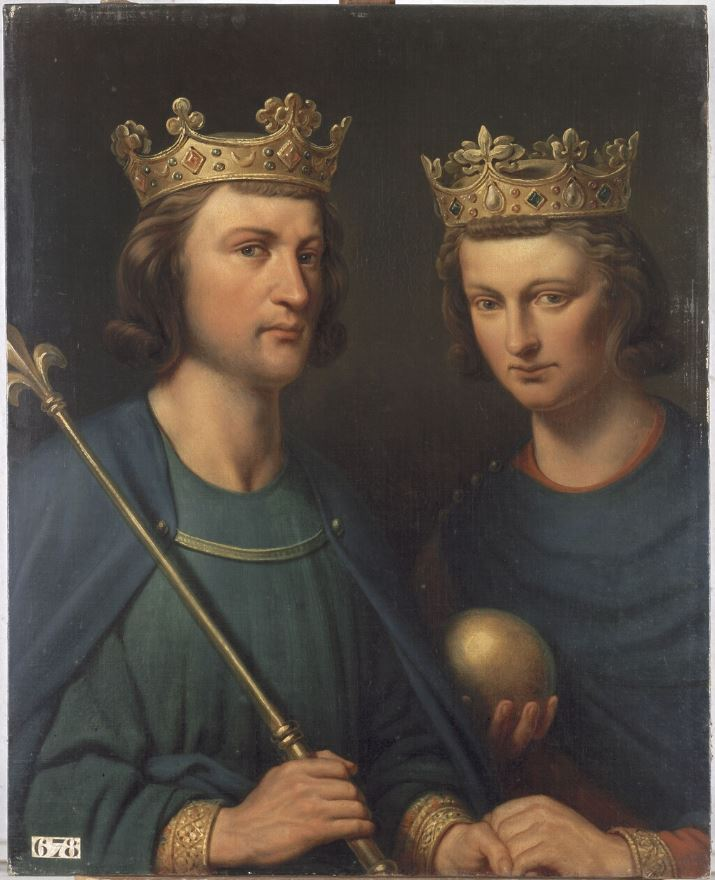
路易三世（左）与卡洛曼二世（右）

卡洛曼二世生于866年12月6日，他和哥哥路易三世的家庭教师是查隆和马孔伯爵、父王路易二世的私人顾问维吉的狄奥多里克。
当879年4月10日其父王路易二世驾崩后，一些贵族提议只选举一个国王，但最后，先王的两个儿子路易和卡洛曼都被选为国王，是为路易三世和卡洛曼二世，二王共治。当年的9月两人同时在费里耶尔安加蒂奈举行加冕礼，正式称号均为“法兰克人的国王”。

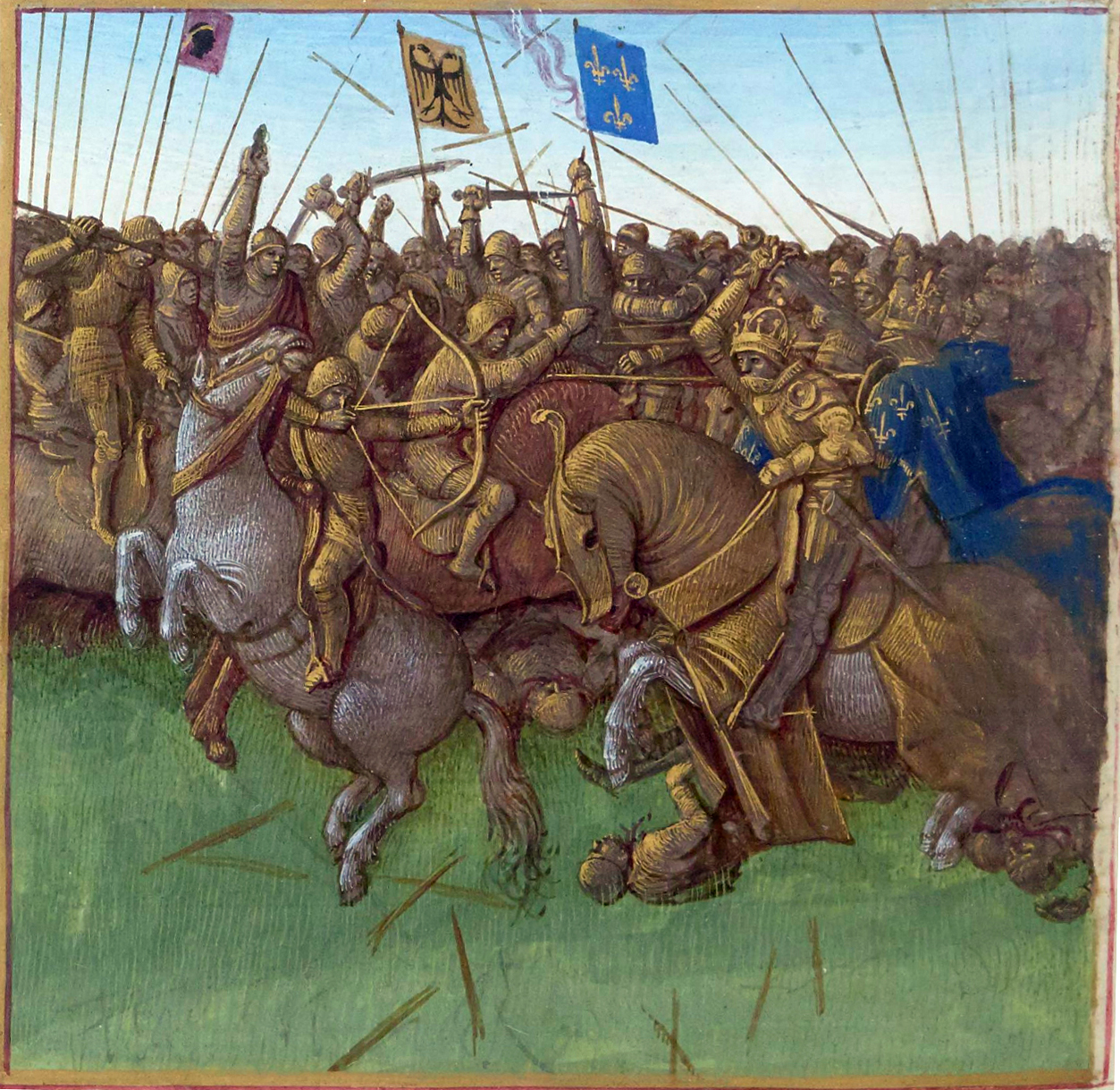
15世纪的绘画，描绘了879年卡洛曼二世与兄王路易三世在维埃纳附近大胜维京人的情景，法国国家图书馆藏

兄弟俩刚继位便面临着强大的外敌——维京人（即北欧海盗），他们的父王就是在准备征讨维京人的途中去世的。尽管如此，兄弟俩还是在维埃纳附近大胜维京人，暂时遏制了维京人的进犯。

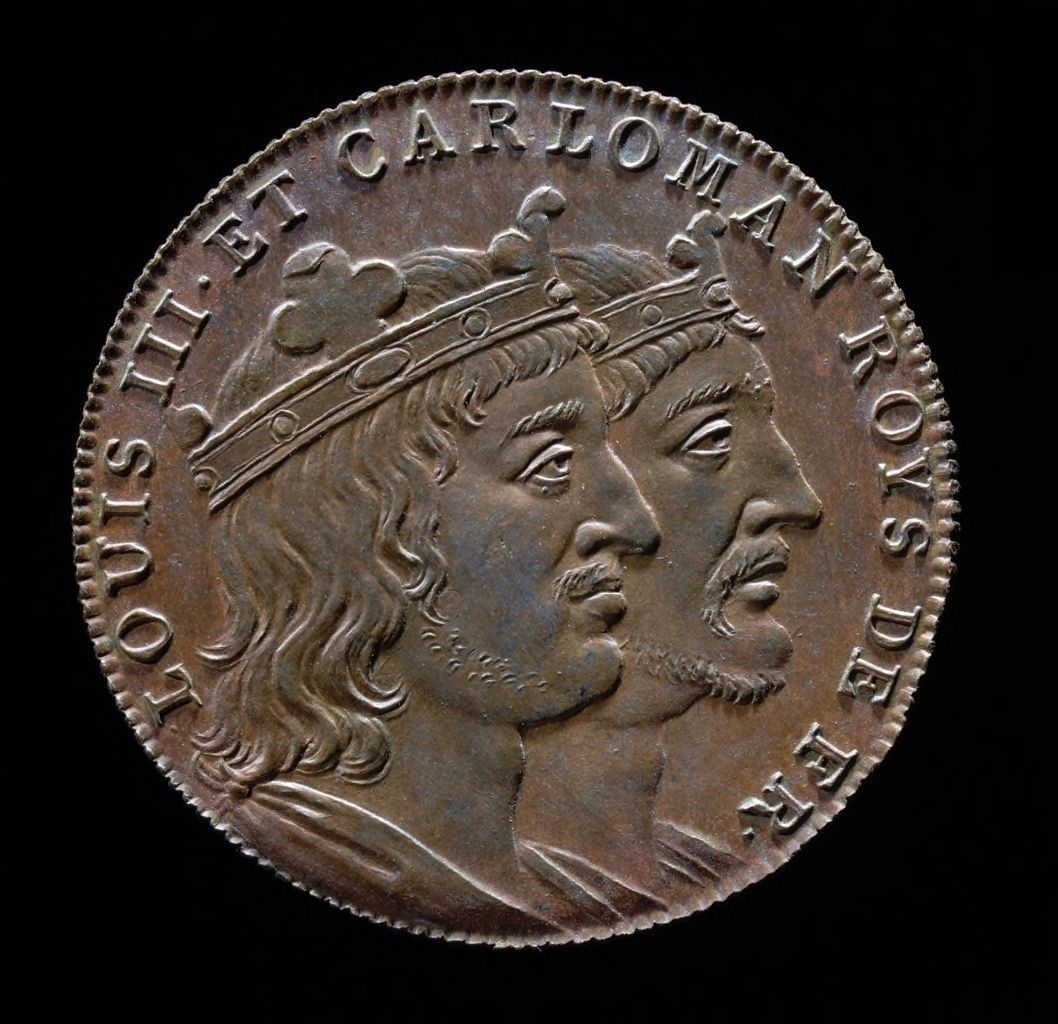
刻有卡洛曼二世（前）与路易三世（后）头像的流通货币

虽然选举两个国王的合理性存在争议，但兄弟二人都获得了贵族的承认，并于880年3月在亚眠将他们父王的领土分为两份，卡洛曼二世获得下勃艮第（即普罗旺斯）和阿基坦，故他也是下勃艮第和阿基坦的国王，称卡洛曼一世，而名义上仍然是兄弟俩共同治理西法兰克。老王驾崩，老王的儿子们瓜分土地，也是法兰克人的传统。
但是，波索公爵拒绝对两兄弟效忠，而且他已经被选为普罗旺斯国王，这严重威胁到了兄弟俩尤其是名义上掌管普罗旺斯的卡洛曼二世的统治。于是，在880年的夏天，兄弟俩共同出兵征讨波索，攻克马孔和波索的北部领地。他们还与他们的叔父、法兰克帝国皇帝（常等同于神圣罗马皇帝）兼东法兰克（后来的德意志或德国）国王胖子查理联合起来，但在围攻维埃纳时遇到了挫折，从当年的8月到11月都未能攻克，只得退兵。直到后来，在882年的夏天，维埃纳才被欧坦伯爵理查攻克。

### 單独統治治与死亡
882年8月，兄王路易三世驾崩，卡洛曼二世成为西法兰克唯一的国王，但此时，他的王国状况很糟糕，其中诺曼入侵者的骚扰是一方面原因，另一方面是由于各地封建领主的反叛，卡洛曼二世的权威很有限，甚至在他直辖的下勃艮第也时有叛乱发生。

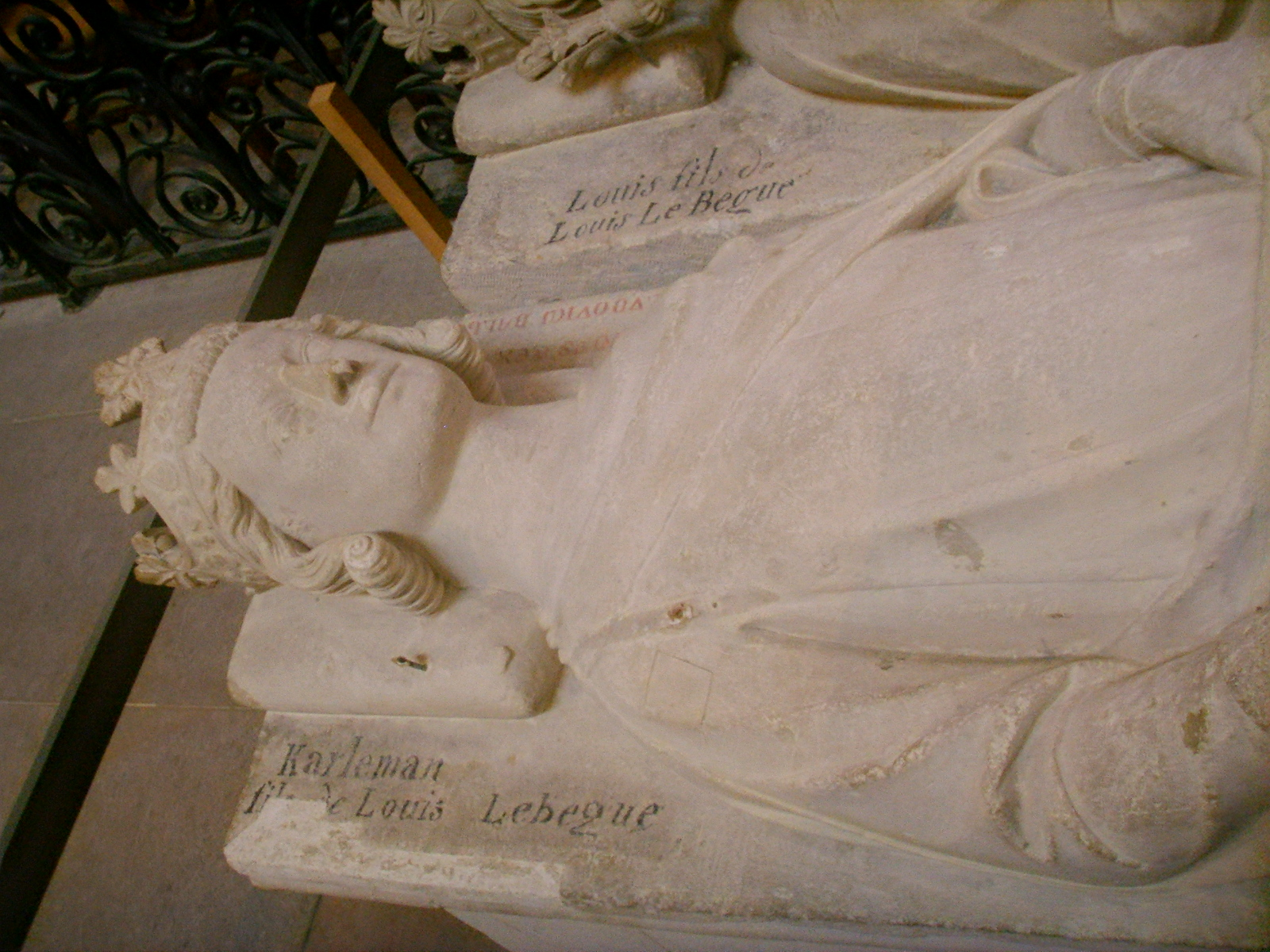
圣但尼圣殿中躺着的卡洛曼二世遗容

884年12月12日，卡洛曼二世正在贝祖森林（今鲁昂和古尔内安布黑之间的里昂森林）狩猎时，被他的僕人誤伤，卡洛曼二世倖存下來，但七天后去世驾崩了，年仅18岁，葬于圣但尼教堂。

## 祖先和家庭
| 查理二世（823年—877年） 西法兰克国王 (840年 - 877年在位） 法兰克皇帝（875年—877年在位） | 查理二世（823年—877年） 西法兰克国王 (840年 - 877年在位） 法兰克皇帝（875年—877年在位） | 查理二世（823年—877年） 西法兰克国王 (840年 - 877年在位） 法兰克皇帝（875年—877年在位） | 查理二世（823年—877年） 西法兰克国王 (840年 - 877年在位） 法兰克皇帝（875年—877年在位） | 查理二世（823年—877年） 西法兰克国王 (840年 - 877年在位） 法兰克皇帝（875年—877年在位） | 查理二世（823年—877年） 西法兰克国王 (840年 - 877年在位） 法兰克皇帝（875年—877年在位） |                                                         |                                                         | 奥尔良的厄门特鲁德 （825年—869年）                      | 奥尔良的厄门特鲁德 （825年—869年）                      | 奥尔良的厄门特鲁德 （825年—869年） | 奥尔良的厄门特鲁德 （825年—869年） | 奥尔良的厄门特鲁德 （825年—869年） | 奥尔良的厄门特鲁德 （825年—869年） |  |  | 外祖父（未知） | 外祖父（未知） | 外祖父（未知） | 外祖父（未知） | 外祖父（未知）                     | 外祖父（未知）                     |                                    |                                    | 外祖母（未知）                     | 外祖母（未知）                     | 外祖母（未知） | 外祖母（未知） | 外祖母（未知） | 外祖母（未知） |  |  |
| 查理二世（823年—877年） 西法兰克国王 (840年 - 877年在位） 法兰克皇帝（875年—877年在位） | 查理二世（823年—877年） 西法兰克国王 (840年 - 877年在位） 法兰克皇帝（875年—877年在位） | 查理二世（823年—877年） 西法兰克国王 (840年 - 877年在位） 法兰克皇帝（875年—877年在位） | 查理二世（823年—877年） 西法兰克国王 (840年 - 877年在位） 法兰克皇帝（875年—877年在位） | 查理二世（823年—877年） 西法兰克国王 (840年 - 877年在位） 法兰克皇帝（875年—877年在位） | 查理二世（823年—877年） 西法兰克国王 (840年 - 877年在位） 法兰克皇帝（875年—877年在位） |                                                         |                                                         | 奥尔良的厄门特鲁德 （825年—869年）                      | 奥尔良的厄门特鲁德 （825年—869年）                      | 奥尔良的厄门特鲁德 （825年—869年） | 奥尔良的厄门特鲁德 （825年—869年） | 奥尔良的厄门特鲁德 （825年—869年） | 奥尔良的厄门特鲁德 （825年—869年） |  |  | 外祖父（未知） | 外祖父（未知） | 外祖父（未知） | 外祖父（未知） | 外祖父（未知）                     | 外祖父（未知）                     |                                    |                                    | 外祖母（未知）                     | 外祖母（未知）                     | 外祖母（未知） | 外祖母（未知） | 外祖母（未知） | 外祖母（未知） |  |  |
|                                                                                         |                                                                                         |                                                                                         |                                                                                         |                                                                                         |                                                                                         |                                                         |                                                         |                                                         |                                                         |                                    |                                    |                                    |                                    |  |  |                |                |                |                |                                    |                                    |                                    |                                    |                                    |                                    |                |                |                |                |  |  |
|                                                                                         |                                                                                         |                                                                                         |                                                                                         | 路易二世（846年—879年） 西法兰克国王（877年—879年在位）                                 | 路易二世（846年—879年） 西法兰克国王（877年—879年在位）                                 | 路易二世（846年—879年） 西法兰克国王（877年—879年在位） | 路易二世（846年—879年） 西法兰克国王（877年—879年在位） | 路易二世（846年—879年） 西法兰克国王（877年—879年在位） | 路易二世（846年—879年） 西法兰克国王（877年—879年在位） |                                    |                                    |                                    |                                    |  |  |                |                |                |                | 勃艮第的安斯加尔德 （826年—882年） | 勃艮第的安斯加尔德 （826年—882年） | 勃艮第的安斯加尔德 （826年—882年） | 勃艮第的安斯加尔德 （826年—882年） | 勃艮第的安斯加尔德 （826年—882年） | 勃艮第的安斯加尔德 （826年—882年） |                |                |                |                |  |  |
|                                                                                         |                                                                                         |                                                                                         |                                                                                         | 路易二世（846年—879年） 西法兰克国王（877年—879年在位）                                 | 路易二世（846年—879年） 西法兰克国王（877年—879年在位）                                 | 路易二世（846年—879年） 西法兰克国王（877年—879年在位） | 路易二世（846年—879年） 西法兰克国王（877年—879年在位） | 路易二世（846年—879年） 西法兰克国王（877年—879年在位） | 路易二世（846年—879年） 西法兰克国王（877年—879年在位） |                                    |                                    |                                    |                                    |  |  |                |                |                |                | 勃艮第的安斯加尔德 （826年—882年） | 勃艮第的安斯加尔德 （826年—882年） | 勃艮第的安斯加尔德 （826年—882年） | 勃艮第的安斯加尔德 （826年—882年） | 勃艮第的安斯加尔德 （826年—882年） | 勃艮第的安斯加尔德 （826年—882年） |                |                |                |                |  |  |
|                                                                                         |                                                                                         |                                                                                         |                                                                                         |                                                                                         |                                                                                         |                                                         |                                                         |                                                         |                                                         |                                    |                                    |                                    |                                    |  |  |                |                |                |                |                                    |                                    |                                    |                                    |                                    |                                    |                |                |                |                |  |  |
|                                                                                         |                                                                                         |                                                                                         |                                                                                         |                                                                                         |                                                                                         |                                                         |                                                         |                                                         |                                                         |                                    |                                    | 卡洛曼二世                         |                                    |  |  |                |                |                |                |                                    |                                    |                                    |                                    |                                    |                                    |                |                |                |                |  |  |

## 遗产
卡洛曼二世生前未结婚，所以也没有子嗣，而他的哥哥路易三世先他而去世，弟弟查理（即后来的西法兰克国王查理三世）年龄又太小，西法兰克诸侯便邀请他们的叔父、法兰克帝国皇帝兼东法兰克国王胖子查理来西法兰克做摄政王。胖子查理很高兴地接受了邀请，从而身兼东、西两个法兰克王国的国王，加上已经获得的意大利国王、洛林（罗泰凌吉亚）国王等头衔，他在形式上再次统一了久已分裂的法兰克帝国（即查理曼帝国或加洛林帝国，被看作神圣罗马帝国的前身或本身）。